# Finnischer Fußballpokal 1985
Der Finnische Fußballpokal 1985 (finnisch Suomen Cup 1985) war die 31. Austragung des finnischen Pokalwettbewerbs. Er wurde vom finnischen Fußballverband ausgetragen. Das Finale fand am 19. Oktober 1985 im Olympiastadion Helsinki statt.
Pokalsieger wurde Haka Valkeakoski. Erstmals wurde das Finale im Elfmeterschießen entschieden. Dabei setzte sich Haka gegen Titelverteidiger HJK Helsinki durch und qualifizierte sich damit für den Europapokal der Pokalsieger.
Alle Begegnungen wurden in einem Spiel ausgetragen. Bei unentschiedenem Ausgang wurde das Spiel um zweimal 15 Minuten verlängert. Stand danach kein Sieger fest, folgte ein Elfmeterschießen.

## Teilnehmende Teams
Die Teilnahme war freiwillig. Insgesamt 291 Mannschaften hatten für den Pokalwettbewerb gemeldet. Die 24 Erst- und Zweitligisten stiegen in der 4. Runde ein.
| Runde         | Zugänge | Sieger der letzten Runde | Spiele / Sieger |
| ------------- | ------- | ------------------------ | --------------- |
| 1. Runde      | 2140    | –                        | 1070            |
| 2. Runde      | 53      | 1070                     | 80              |
| 3. Runde      | –       | 80                       | 40              |
| 4. Runde      | 24      | 40                       | 32              |
| 5. Runde      | –       | 32                       | 16              |
| 6. Runde      | –       | 16                       | 08              |
| Viertelfinale | –       | 08                       | 04              |
| Halbfinale    | –       | 04                       | 02              |
| Finale        | –       | 02                       | 01              |
| Gesamt        | 2910    |                          | 2900            |

## 1. Runde
|                                | Ergebnis                |                                |
| ------------------------------ | ----------------------- | ------------------------------ |
| Hullujen PS Jämsänkoski        | 1:5                     | Vaajakosken Kuohu              |
| Urjalan Palloseura             | 0:0 n. V. (5:4 i. E.)   | Mäntsälän Urheilijat           |
| Hämeenlinnan Härmä             | 4:2                     | Padasjoen Yritys               |
| Viialan Peli-Veikot            | 1:3                     | PP-70 Tampere                  |
| Pirkkalan Viri                 | 0:4                     | Kissalan Pojat Tampere         |
| Riihimäen Ilves                | 0:2                     | Janakkalan Pallo               |
| Forssan Alku                   | 0:3                     | Orimattilan Pedot              |
| Epilän Esa Tampere             | 0:2                     | Paltsarit Tampere              |
| Ylöjärven Ryhti                | 0:6                     | Tampereen Pallo-Veikot         |
| Haminan Työväen Palloilijat    | 1:4                     | Kotkan PS                      |
| Purha Inkeroinen               | 2:1                     | Karhulan Peli-Karhut           |
| Suurmäen Pallo                 | 0:5                     | Lahden Työväen Palloilijat     |
| Kiffen Ungdom Helsinki         | 0:1                     | FC Grani Rowdies               |
| Maunulan Pallo                 | 2:1                     | Helsingin Kullervo             |
| PK-35 Helsinki                 | 1:6                     | Helsingin Pallo-Pojat          |
| Käpylän Urheilu-Veikot         | 1:3                     | Malmin Palloseura              |
| HH-78 Kuusankoski              | 0:3                     | Haminan Pallo-Kissat           |
| Kajaanin Hokki                 | 0:3                     | Kumu-Peikot Kuusankoski        |
| Lahden Palloseura              | 5:3                     | Heinolan Palloilijat-47        |
| Vaasan Kylteriveljet           | 1:4                     | Rovaniemen Lappi               |
| Aavasaksan Urheilijat          | 0:9                     | Kuopion Jalkapallokerho        |
| Rovaniemen Työväen Palloilijat | 2:3 n. V.               | Kontio Kolari                  |
| Pyhännän Palloseura            | 3:4                     | Paltamon Jyry                  |
| JoJo Joutseno                  | 0:2                     | Imatran Pallo-Salamat          |
| Kellon Työväen Urheilijat      | 2:7                     | Pateniemen Vesa                |
| Muhoksen Urheilijat            | 0:0 n. V. (2:3 i. E.)   | Haukiputaan Veikot             |
| Sinkki Sepot                   | 0:9                     | Pudasjärven Urheilijat         |
| Muhosken Voitto                | 0:7                     | Pelimiehet Oulu                |
| Valkealan Kajo                 | 0:7                     | Musan Salama                   |
| FC Käpylä                      | 1:1 n. V. (1:3 i. E.)   | Esbo BK                        |
| Töölön Vesa                    | 1:3                     | Helsingfors IFK                |
| Malmin Pallo                   | 2:4                     | Suurmetsän Urheilijat          |
| Hopsi Helsinki                 | 0:3                     | Team Grani Kauniainen          |
| IK Kamp Närpiö                 | 2:1                     | Lapuan Virkiä                  |
| Apollo-82 Seinäjoki            | 0:4                     | IF Närpes Kraft                |
| Team Jaro                      | 0:7                     | NoStars Kokkola                |
| Kannuksen Ura                  | 3:1                     | Jakobstads Into                |
| Littoisten Työväen Urheilijat  | 4:6                     | Lappfjärds BK                  |
| Vaasan Pallo-52                | 00:3 1                  | SK Unitas Helsinki             |
| IK Myran Nedervetil            | 1:2                     | Vasa IFK                       |
| Kaskö IK                       | 0:5                     | Vaasan PS                      |
| Lehmon Pallo-77                | 1:0                     | Joensuun Palloseura            |
| Outokummun Pallo               | 5:6 n. V.               | Juuan Palloseura               |
| Helsingin Plootu-Veikot        | 2:1                     | FC Viikingit                   |
| Suvelan Pallo                  | 3:1                     | Porvoon Weikot                 |
| Laajasalon Palloseura          | 2:2 n. V. (11:10 i. E.) | FC Norssi Helsinki             |
| Rajamäen Kehitys               | 3:4                     | Helmeilevät Espoo              |
| Viertolan Pallo                | 0:4                     | Keravan Pallo-75               |
| Hämeenkylän PS                 | 3:2                     | Dickursby IK-35                |
| Etelä-Haagan Pallo             | 0:1                     | Järvenpään PS                  |
| Arsenal Helsinki               | 00:10                   | Hyvinkään Palloseura           |
| Espoon Palloseura              | 2:0                     | Herttoniemen Toverit           |
| Vantaan Pallo-70               | 1:0                     | FC Kiffen 08 Helsinki          |
| Katajanokan Urheilijat         | 5:1                     | Rastafarian Club Helsinki      |
| Leppävaaran Pallo              | 0:2                     | Pohjois-Haagan Urheilijat      |
| Malmin Ponnistajat             | 0:4                     | Rajakylan Yritys Vantaa        |
| Porin Palloilijat              | 1:3                     | Rauman Pallo                   |
| Iittalan Pallo                 | 00:15                   | Toijalan Pallo -49             |
| Nastolan Nopsa                 | 2:1                     | AkPa Toijala                   |
| Kings SC Kuopio                | 1:4                     | Tervakosken Pato               |
| Tohloppin Tiikerit             | 2:0                     | PS-44 Valkeakoski              |
| Vammalan Palloseura            | 5:3                     | Tampereen Kisa-Toverit         |
| Pälkäneen Luja-Lukko           | 2:5                     | Nokian Palloseura              |
| RRR Tampere                    | 0:4                     | Nokian Pyry JK                 |
| Kaarinan Pojat                 | 0:3                     | Turun Weikot                   |
| Turun Haka                     | 0:8                     | ÅIFK Turku                     |
| Kimito SF                      | 1:0                     | Loimaan Palloseura             |
| Piikkiön Palloseura            | 3:1                     | Uudenkaupungin Roima           |
| Kyrkslätt IF                   | 1:9                     | BK-46 Karis                    |
| FC Topparit                    | 2:5                     | Lohjan Pallo                   |
| Horman Hiisi Lohja             | 1:6                     | Hangö AIK                      |
| Karakallion Pallo              | 4:2                     | Porvoon Akilles                |
| Järvenpään-83 PS               | 3:6                     | Pajamäen Pallo-Veikot          |
| Vantaan PS-80                  | 0:3                     | Trikiinit Helsinki             |
| Suolahden Urho                 | 3:6                     | Vaajakosken Pallo              |
| Suolahden Tiuki-Ukot           | 3:2                     | Säynätsalon Riento             |
| Fram Saltvik                   | 0:3                     | IF Finströms Kamraterna        |
| Jomala IK                      | 5:0                     | Sunds IF                       |
| Someron Voima                  | 4:5 n. V.               | Pargas IF                      |
| Raisio Futis                   | 0:4                     | Hirvensalon Heitto             |
| Veijarit Turku                 | 1:7                     | Nagu IF                        |
| Salon Vilpas                   | 0:1                     | Turun Toverit                  |
| Kotkan Jäntevä                 | 1:7                     | FC Kotka                       |
| Kotkan Kiri                    | 0:4                     | Voikkaan Pallo-Peikot          |
| Loviisan Tor                   | 0:4                     | Sudet Kouvola                  |
| Kaarinan Reipas                | 1:2 n. V.               | Raision Palloseura             |
| Lamex Pallo Laitila            | 00:10                   | Paimion Haka                   |
| Turun Teräs                    | 1:5                     | Turun Pallo                    |
| Taalintehtaan Jäntevä          | 1:4                     | Salon Palloilijat              |
| IF Gnistan                     | 0:2                     | Puotinkylän Valtti             |
| PK-50 Vantaa                   | 1:3                     | Peipparit Espoo                |
| Vaasan Sport                   | 2:4                     | Tornion Pallo -47              |
| Petalax IK                     | 1:9                     | Jalasjärven Jalas              |
| IF Standard                    | 0:6                     | IF Pedersöre Pojkarna          |
| Larsmo BK                      | 1:9                     | Kokkolan PS                    |
| Malmin Wintiöt                 | 0:3                     | Rovaniemen Pallo               |
| Karihaaran Visan Pallo         | 1:4                     | Tornion PS                     |
| Tornion Tarmo                  | 1:3                     | Kittilän Palloseura            |
| Jaakon Pallon                  | 0:3                     | Ykspihlajan Reima              |
| Nilsiän Pallo-Haukat           | 3:0                     | Savon Pallo                    |
| Kuipion SC                     | 1:2                     | JeSP Pallokaverit              |
| Suonenjoen Pallo -52           | 2:0                     | Warkauden Pallo -35            |
| Sorsakosken Urheilijat         | 1:5                     | Kuopion PK                     |
| Viremän Peli-Haukat            | 0:6                     | Ristiinan Urheilijat           |
| Kuiruveden Palloilijat         | 4:2                     | Juankosken Pyrkivä             |
| Camp Lappeenranta              | 2:6                     | Savonlinnan Työväen Palloseura |
| Lahden Sampo                   | 2:7                     | Porrassalmen Urheilijat -62    |

## 2. Runde
|                                | Ergebnis              |                             |
| ------------------------------ | --------------------- | --------------------------- |
| Haapamäen Pallo-Pojat          | 0:2                   | Jämsänkosken Ilves          |
| Vaajakosken Kuohu              | 0:1                   | Jyväskylän Palloilijat-77   |
| Urjalan Palloseura             | 4:2                   | Hämeenlinnan Härmä          |
| PP-70 Tampere                  | 1:0                   | Kissalan Pojat Tampere      |
| Janakkalan Pallo               | 3:1                   | Orimattilan Pedot           |
| Paltsarit Tampere              | 0:2                   | Tampereen Pallo-Veikot      |
| Kotkan PS                      | 3:2                   | Purha Inkeroinen            |
| Lahden Työväen Palloilijat     | 3:2                   | Seiskat Lahti               |
| FC Grani Rowdies               | 1:0                   | Maunulan Pallo              |
| Helsingin Pallo-Pojat          | 4:1                   | Malmin Palloseura           |
| Haminan Pallo-Kissat           | 2:1                   | Kumu-Peikot Kuusankoski     |
| Lahden Palloseura              | 1:0                   | Hämeenlinnan Pallokerho     |
| Tornion Wentit                 | 2:1 n. V.             | Rovaniemen Lappi            |
| Kuopion Jalkapallokerho        | 2:1                   | Kontio Kolari               |
| Suomussalmen PS                | 1:3                   | Paltamon Jyry               |
| Raahen Ponnistus               | 0:3                   | Oulun Palloseura            |
| Mikkelin Kissat                | 3:1                   | Imatran Pallo-Salamat       |
| Savilahden Urheilijat          | 1:2 n. V.             | Joutsenon Kullervo          |
| Oulun Pallo-Pojat              | 3:4                   | Pateniemen Vesa             |
| Kajaanin Jormuan Tarmo         | 6:3                   | Kajaanin Palloilijat        |
| Sodankylän Pallo               | 2:1                   | Pellon Ponsi                |
| Pellon Toverit                 | 0:3                   | Rovaniemen Reipas           |
| Haukiputaan Veikot             | 0:2                   | Pudasjärven Urheilijat      |
| Pelimiehet Oulu                | 2:2 n. V. (6:5 i. E.) | Oulun Luistinseura          |
| Teljän Nousu                   | 1:3                   | Pihlavan Tyoväen Urheilijat |
| Ruosniemen Visa                | 0:2                   | Musan Salama                |
| Esbo BK                        | 1:0                   | Helsingfors IFK             |
| Suurmetsän Urheilijat          | 0:2                   | Team Grani Kauniainen       |
| IK Kamp Närpiö                 | 0:1                   | IF Närpes Kraft             |
| NoStars Kokkola                | 2:0                   | Kannuksen Ura               |
| Lappfjärds BK                  | 2:0                   | SK Unitas Helsinki          |
| Vasa IFK                       | 0:5                   | Vaasan PS                   |
| Kevätniemen Kehä               | 3:1                   | Ilomantsin Pallo-75         |
| Lehmon Pallo-77                | 2:2 n. V. (4:5 i. E.) | Juuan Palloseura            |
| Helsingin Plootu-Veikot        | 2:1                   | Suvelan Pallo               |
| Laajasalon Palloseura          | 4:2                   | Käpylän Pallo               |
| Helmeilevät Espoo              | 0:4                   | Keravan Pallo-75            |
| Hyvinkään Apollo               | 4:2                   | Hämeenkylän PS              |
| Järvenpään PS                  | 1:5                   | Hyvinkään Palloseura        |
| Espoon Palloseura              | 2:3                   | Vantaan Pallo-70            |
| Katajanokan Urheilijat         | 3:2                   | Pohjois-Haagan Urheilijat   |
| Rajakylan Yritys Vantaa        | 1:2                   | Helsingin Ponnistus         |
| Rauman Työväen Unheilijat      | 1:5                   | Rauman Pallo                |
| Nakkilan Nasta                 | 0:2                   | Toejoen Veikot              |
| Toijalan Pallo -49             | 2:1                   | Riihimäen Palloseura        |
| Nastolan Nopsa                 | 2:3                   | Tervakosken Pato            |
| Tohloppin Tiikerit             | 0:2                   | Vammalan Palloseura         |
| Nokian Palloseura              | 0:8                   | Nokian Pyry JK              |
| Turun Weikot                   | 1:3                   | ÅIFK Turku                  |
| Kimito SF                      | 1:2                   | Piikkiön Palloseura         |
| BK-46 Karis                    | 2:1                   | Hangö IK                    |
| Lohjan Pallo                   | 1:1 n. V. (2:4 i. E.) | Ekenäs IF                   |
| By Night Hanko                 | 3:1                   | Hangö AIK                   |
| Nummelan Palloseura            | 1:4                   | Karkkilan Urheilijat        |
| Karakallion Pallo              | 8:1                   | Pajamäen Pallo-Veikot       |
| Trikiinit Helsinki             | 0:7                   | Tikkurilan PS               |
| Lievestuoren Toive             | 1:4                   | Vaajakosken Pallo           |
| Suolahden Tiuki-Ukot           | 2:5                   | Jämsän Pallo                |
| Östernäs IFK                   | 0:1                   | IF Finströms Kamraterna     |
| Jomala IK                      | 1:3 n. V.             | Hammarlands IK              |
| Pargas IF                      | 0:2                   | Hirvensalon Heitto          |
| Nagu IF                        | 0:2                   | Turun Toverit               |
| FC Kotka                       | 0:1                   | Kotkan Työväen Palloilijat  |
| Voikkaan Pallo-Peikot          | 1:3                   | Sudet Kouvola               |
| Raision Palloseura             | 1:0 n. V.             | Paimion Haka                |
| Turun Pallo                    | 2:4 n. V.             | Salon Palloilijat           |
| Puotinkylän Valtti             | 1:3                   | Kontulan Urheilijat         |
| Peipparit Espoo                | 2:4                   | FC Honka Espoo              |
| TP-55 Seinäjoki                | 5:0                   | Jalasjärven Jalas           |
| IF Pedersöre Pojkarna          | 2:3 n. V.             | Kokkolan PS                 |
| Rovaniemen Pallo               | 0:2                   | Tornion PS                  |
| Kittilän Palloseura            | 0:2                   | Isokylän Pallo-Pojat        |
| Sepsi-78 Seinäjoki             | 1:3                   | ABK-48 Vaasa                |
| Ykspihlajan Reima              | 0:2 n. V.             | Gamlakarleby BK             |
| Nilsiän Pallo-Haukat           | 4:1                   | Toivalan Urheilijat         |
| JeSP Pallokaverit              | 1:1 n. V. (5:6 i. E.) | Suonenjoen Pallo -52        |
| Kuopion PK                     | 6:1                   | Ristiinan Urheilijat        |
| Kuiruveden Palloilijat         | 0:4                   | Pallo-Kerho 37              |
| Savonlinnan Työväen Palloseura | 3:6                   | Porrassalmen Urheilijat -62 |
| Simpeleen Urheilijat           | 1:2                   | Lappeenrannan Pallo         |

## 3. Runde
|                             | Ergebnis              |                            |
| --------------------------- | --------------------- | -------------------------- |
| Jämsänkosken Ilves          | 2:5 n. V.             | Jyväskylän Palloilijat-77  |
| Urjalan Palloseura          | 0:2                   | PP-70 Tampere              |
| Janakkalan Pallo            | 2:4                   | Tampereen Pallo-Veikot     |
| Kotkan PS                   | 0:1                   | Lahden Työväen Palloilijat |
| FC Grani Rowdies            | 3:1                   | Helsingin Pallo-Pojat      |
| Haminan Pallo-Kissat        | 1:0                   | Lahden Palloseura          |
| Tornion Wentit              | 3:2                   | Kuopion Jalkapallokerho    |
| Paltamon Jyry               | 2:3                   | Oulun Palloseura           |
| Mikkelin Kissat             | 3:0                   | Joutsenon Kullervo         |
| Pateniemen Vesa             | 2:0                   | Kajaanin Jormuan Tarmo     |
| Sodankylän Pallo            | 0:3                   | Rovaniemen Reipas          |
| Pudasjärven Urheilijat      | 3:2 n. V.             | Pelimiehet Oulu            |
| Pihlavan Tyoväen Urheilijat | 3:0 n. V.             | Musan Salama               |
| Esbo BK                     | 1:3                   | Team Grani Kauniainen      |
| IF Närpes Kraft             | 3:0                   | NoStars Kokkola            |
| Lappfjärds BK               | 1:2                   | Vaasan PS                  |
| Kevätniemen Kehä            | 1:2                   | Juuan Palloseura           |
| Helsingin Plootu-Veikot     | 1:3                   | Laajasalon Palloseura      |
| Keravan Pallo-75            | 2:0                   | Hyvinkään Apollo           |
| Hyvinkään Palloseura        | 0:1                   | Vantaan Pallo-70           |
| Katajanokan Urheilijat      | 3:4 n. V.             | Helsingin Ponnistus        |
| Rauman Pallo                | 3:1                   | Toejoen Veikot             |
| Toijalan Pallo -49          | 5:0                   | Tervakosken Pato           |
| Vammalan Palloseura         | 1:1 n. V. (3:5 i. E.) | Nokian Pyry JK             |
| ÅIFK Turku                  | 4:0                   | Piikkiön Palloseura        |
| BK-46 Karis                 | 3:4                   | Ekenäs IF                  |
| By Night Hanko              | 3:1                   | Karkkilan Urheilijat       |
| Karakallion Pallo           | 3:3 n. V. (5:4 i. E.) | Tikkurilan PS              |
| Vaajakosken Pallo           | 2:3 n. V.             | Jämsän Pallo               |
| IF Finströms Kamraterna     | 2:2 n. V. (5:4 i. E.) | Hammarlands IK             |
| Hirvensalon Heitto          | 1:2                   | Turun Toverit              |
| Kotkan Työväen Palloilijat  | 3:2                   | Sudet Kouvola              |
| Raision Palloseura          | 1:0                   | Salon Palloilijat          |
| Kontulan Urheilijat         | 6:3                   | FC Honka Espoo             |
| TP-55 Seinäjoki             | 1:4                   | Kokkolan PS                |
| Tornion PS                  | 2:1                   | Isokylän Pallo-Pojat       |
| ABK-48 Vaasa                | 1:2                   | Gamlakarleby BK            |
| Nilsiän Pallo-Haukat        | 03:0 1                | Suonenjoen Pallo -52       |
| Kuopion PK                  | 1:2                   | Pallo-Kerho 37             |
| Porrassalmen Urheilijat -62 | 2:0                   | Lappeenrannan Pallo        |

## 4. Runde
In dieser Runde stiegen die Teams der Mestaruussarja und Ykkönen|I divisioona ein.
|                                 | Ergebnis  |                           |
| ------------------------------- | --------- | ------------------------- |
| Vantaan Pallo-70                | 1:0       | Helsingin Ponnistus       |
| Rauman Pallo                    | 1:3 n. V. | Pallo-Iirot Rauma         |
| Toijalan Pallo -49              | 1:0       | Nokian Pyry JK            |
| ÅIFK Turku                      | 1:4       | Ekenäs IF                 |
| By Night Hanko                  | 2:0       | Karakallion Pallo         |
| Jämsän Pallo                    | 1:8       | Haka Valkeakoski          |
| IF Finströms Kamraterna         | 0:3       | Turun Toverit             |
| Kotkan Työväen Palloilijat      | 4:3       | Grankulla IFK             |
| Raision Palloseura              | 0:1       | Kontulan Urheilijat       |
| Kokkolan PS                     | 0:1       | Porin Pallo-Toverit       |
| Tornion PS                      | 3:2 n. V. | Oulun Työväen Palloilijat |
| Gamlakarleby BK                 | 2:4       | Kokkolan Palloveikot      |
| Nilsiän Pallo-Haukat            | 6:3       | Pallo-Kerho 37            |
| Porrassalmen Urheilijat -62     | 1:3       | Jyväskylän Palloilijat-77 |
| PP-70 Tampere                   | 1:5       | Tampereen Pallo-Veikot    |
| Lahden Työväen Palloilijat      | 0:1       | Myllykosken Pallo -47     |
| FC Grani Rowdies                | 2:8       | FinnPa Helsinki           |
| Haminan Pallo-Kissat            | 1:2       | HJK Helsinki              |
| Tornion Wentit                  | 2:1       | Oulun Palloseura          |
| Mikkelin Kissat                 | 0:3       | Koparit Kuopio            |
| Pateniemen Vesa                 | 2:3       | Rovaniemen Reipas         |
| Pudasjärven Urheilijat          | 2:5       | Kemin Palloseura          |
| Karelian Pallo                  | 2:0       | Mikkelin Palloilijat      |
| Pihlavan Tyoväen Urheilijat     | 1:4       | FF Jaro                   |
| Team Grani Kauniainen           | 0:3       | Turku PS                  |
| Lauritsalan Työväen Palloilijat | 0:5       | Kuusysi Lahti             |
| IF Närpes Kraft                 | 2:7       | Vaasan PS                 |
| Juuan Palloseura                | 3:5       | Äänekosken Huima          |
| Laajasalon Palloseura           | 0:2       | Keravan Pallo-75          |
| Lahden Reipas                   | 3:2 n. V. | Ilves Tampere             |
| Kajaanin Haka                   | 3:2 n. V. | Rovaniemi PS              |
| Kuopion Elo                     | 0:2 n. V. | Kuopion PS                |

## 5. Runde
|                        | Ergebnis              |                            |
| ---------------------- | --------------------- | -------------------------- |
| Vantaan Pallo-70       | 0:2                   | Pallo-Iirot Rauma          |
| Toijalan Pallo -49     | 0:0 n. V. (3:5 i. E.) | Ekenäs IF                  |
| By Night Hanko         | 2:4                   | Haka Valkeakoski           |
| Turun Toverit          | 2:1 n. V.             | Kotkan Työväen Palloilijat |
| Kontulan Urheilijat    | 1:3                   | Porin Pallo-Toverit        |
| Tornion PS             | 3:1                   | Kokkolan Palloveikot       |
| Nilsiän Pallo-Haukat   | 1:3                   | Jyväskylän Palloilijat-77  |
| Tampereen Pallo-Veikot | 1:3                   | Myllykosken Pallo -47      |
| FinnPa Helsinki        | 2:5                   | HJK Helsinki               |
| Tornion Wentit         | 0:1                   | Koparit Kuopio             |
| Rovaniemen Reipas      | 2:3                   | Kemin Palloseura           |
| Karelian Pallo         | 0:2                   | FF Jaro                    |
| Turku PS               | 1:1 n. V. (5:4 i. E.) | Kuusysi Lahti              |
| Vaasan PS              | 4:0                   | Äänekosken Huima           |
| Keravan Pallo-75       | 0:2                   | Lahden Reipas              |
| Kajaanin Haka          | 0:1                   | Kuopion PS                 |

## 6. Runde
|                           | Ergebnis |                       |
| ------------------------- | -------- | --------------------- |
| Pallo-Iirot Rauma         | 2:0      | Ekenäs IF             |
| Haka Valkeakoski          | 3:2      | Turun Toverit         |
| Porin Pallo-Toverit       | 2:1      | Tornion PS            |
| Jyväskylän Palloilijat-77 | 1:5      | Myllykosken Pallo -47 |
| HJK Helsinki              | 3:0      | Koparit Kuopio        |
| Kemin Palloseura          | 3:0      | FF Jaro               |
| Turku PS                  | 4:3      | Vaasan PS             |
| Lahden Reipas             | 1:2      | Kuopion PS            |

## Viertelfinale
|                     | Ergebnis              |                       |
| ------------------- | --------------------- | --------------------- |
| Pallo-Iirot Rauma   | 1:1 n. V. (3:4 i. E.) | Haka Valkeakoski      |
| Porin Pallo-Toverit | 2:2 n. V. (8:7 i. E.) | Myllykosken Pallo -47 |
| HJK Helsinki        | 3:1                   | Kemin Palloseura      |
| Turku PS            | 3:0                   | Kuopion PS            |

## Halbfinale
|                  | Ergebnis |                     |
| ---------------- | -------- | ------------------- |
| Haka Valkeakoski | 3:0      | Porin Pallo-Toverit |
| HJK Helsinki     | 2:1      | Turku PS            |

## Finale
| Paarung          | Haka Valkeakoski – HJK Helsinki |
| Ergebnis         | 2:2 n. V. (2:2, 2:0); 2:1 i. E. |
| Datum            | 19. Oktober 1985 um 15:00 Uhr (14:00 Uhr MEZ) |
| Stadion          | Olympiastadion, Helsinki |
| Zuschauer        | 6.622 |
| Schiedsrichter   | Olavi Fast |
| Tore             | 1:0 Ilkka Mäkelä (8.) 2:0 Jussi Laihanen (45.) 2:1 Markku Kanerva (57.) 2:2 Jari Parikka (76.) Elfmeterschießen: Pertti Nissinen Jari Rantanen Heikki Huoviala Jyrki Nieminen Ilkka Mäkelä Markku Palmroos Teuvo Vilen 0:1 Juha Dahllund 1:1 Olavi Huttunen Petteri Schutschkoff 2:1 Mika-Matti Paatelainen Reijo Linna |
| Haka Valkeakoski | Olavi Huttunen – Teuvo Vilen, Heikki Leinonen, Reijo Vuorinen, Jouko Pirinen, Ilkka Mäkelä, Heikki Huoviala, Jussi Laihanen, Pertti Nissinen, Endre Kolar, Petter Setälä, Mika-Matti Paatelainen, Jari Laaksonen |